# NGC 3650
NGC 3650 ist eine Spiralgalaxie vom Hubble-Typ Sab im Sternbild Löwe auf der Ekliptik. Sie ist schätzungsweise 193 Millionen Lichtjahre von der Milchstraße entfernt und hat einen Durchmesser von etwa 195.000 Lichtjahren.

Im selben Himmelsareal befinden sich u. a. die Galaxien NGC 3646 und NGC 3649.
Das Objekt wurde am 5. Mai 1886 von Lewis Swift entdeckt.